# یوکی یامانوئوچی
یوکی یامانوئوچی (ژاپنی: 山之内 優貴؛ زادهٔ ۱۸ سپتامبر ۱۹۹۴) یک بازیکن فوتبال اهل ژاپن است.
از باشگاه‌هایی که در آن بازی کرده‌است می‌توان به باشگاه فوتبال گراونز کیتاکیوشو و باشگاه فوتبال اوئیتا ترینیتا اشاره کرد.